# Loongson

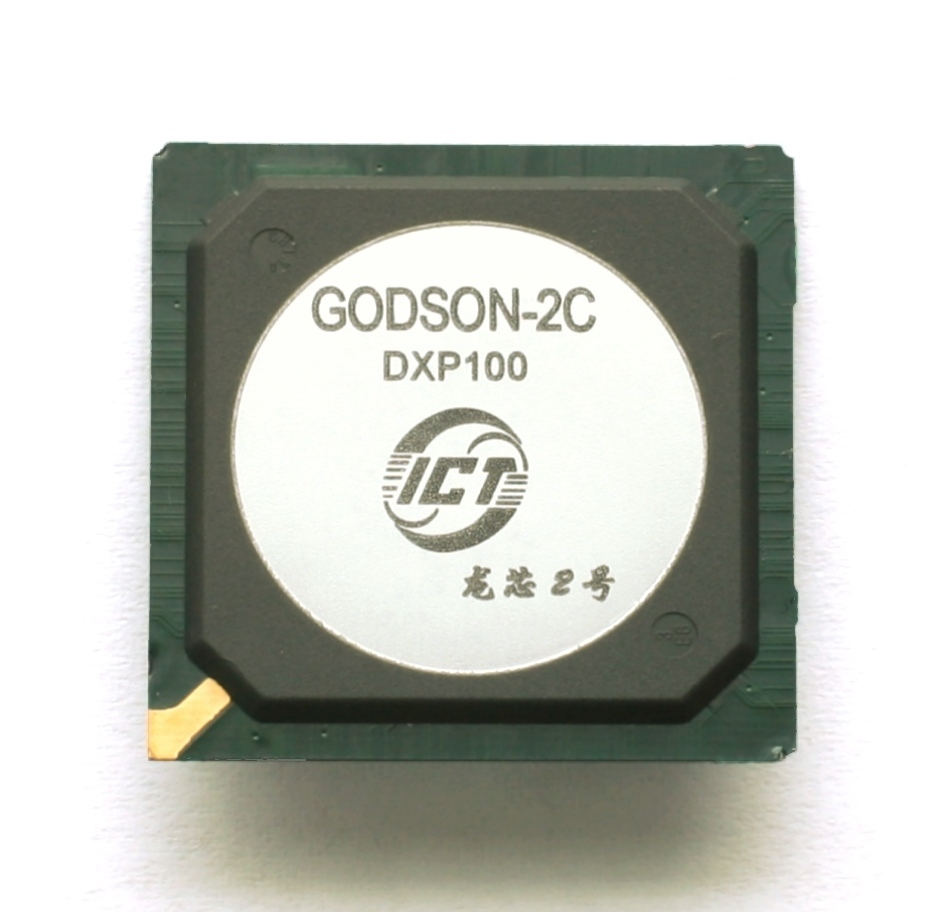
CPU Godson 2C DXP100

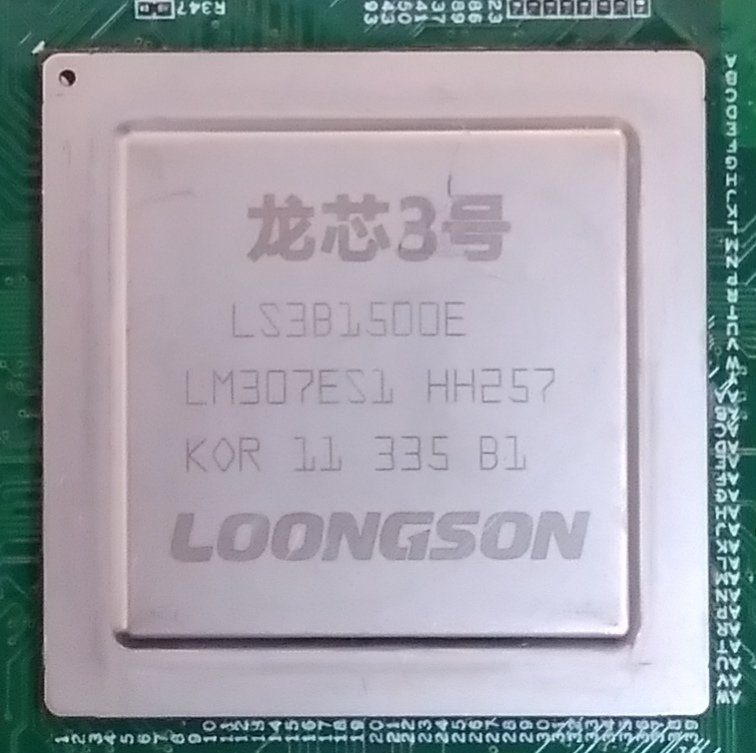
Loongson 3 3B1500E

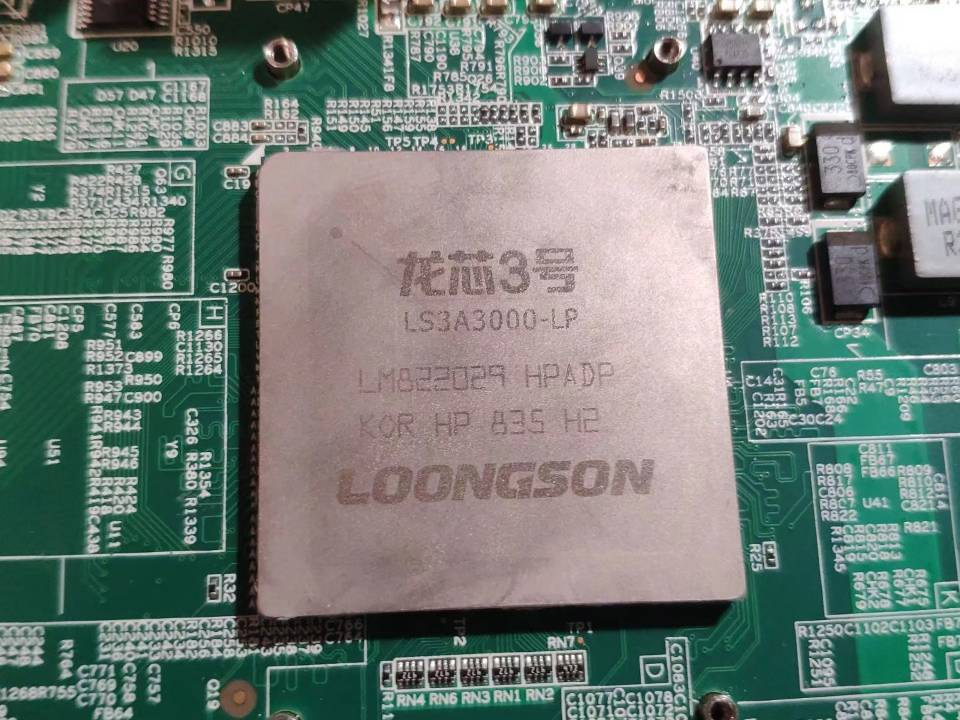
Loongson 3 3A3000

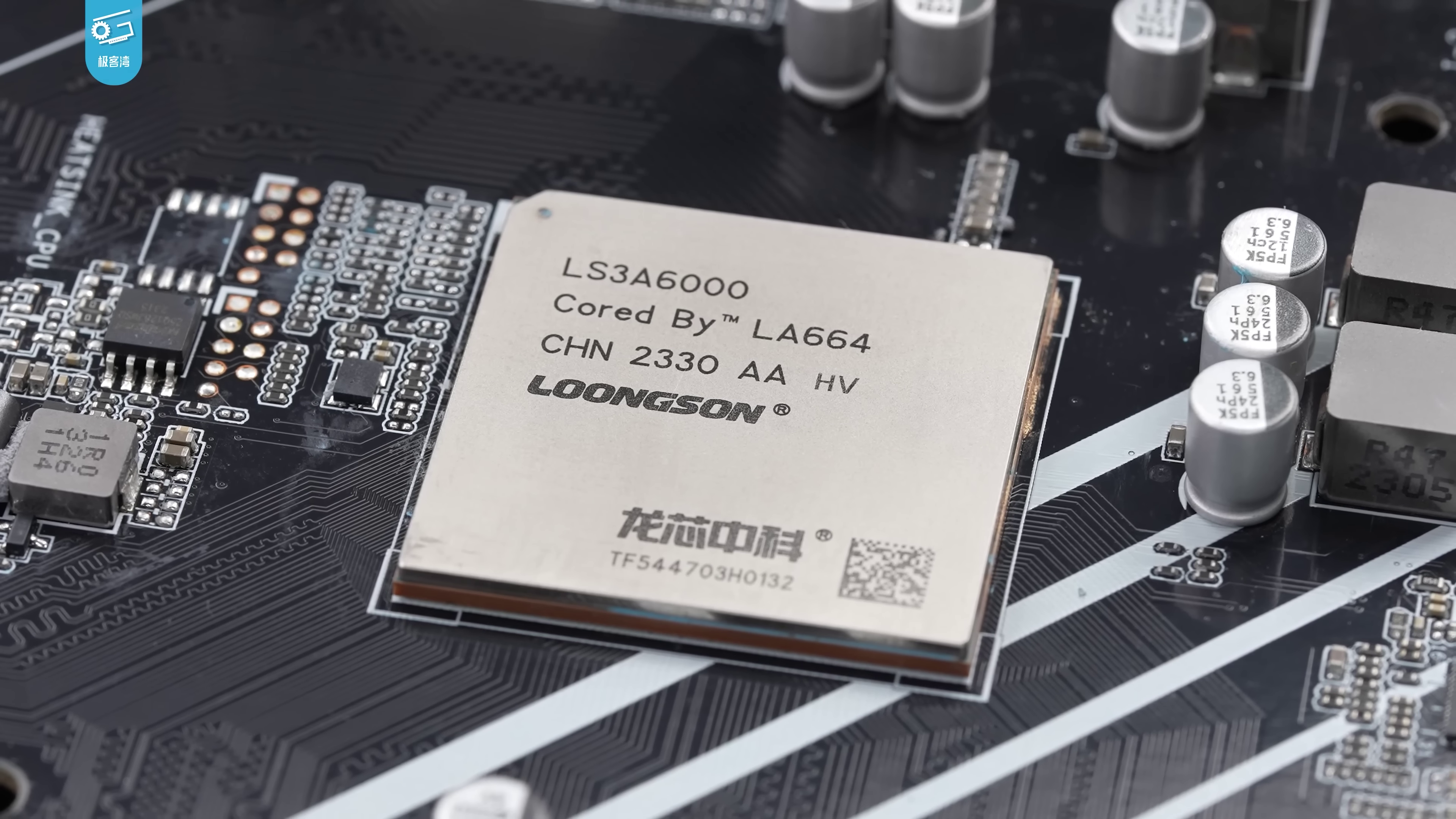
Loongson 3 3A6000

Loongson (chinesisch 龙芯, Pinyin Lóngxīn – „Drachenkern“, daher auch bekannt als Dragon Core) ist der Name einer von der Chinesischen Akademie der Wissenschaften entwickelten CPU. Die Entwicklerversionen dieses Prozessors werden Godson genannt.
Seit 2002 sind mehrere Generationen des Prozessors erschienen, seit 2007 existiert eine Kooperation mit STMicroelectronics über den weltweiten Vertrieb.
Der Befehlssatz des Loongson-Prozessors ist MIPS-kompatibel. Daher sind Betriebssysteme wie Linux, NetBSD, OpenBSD und Windows CE, jedoch nicht Windows, auf diesem Prozessor lauffähig.
Der Vierkernprozessor Loongson 3A1000 aus dem Jahre 2010, Modell „ICT Loongson-3A V0.5 FPU V0.1“, unterstützt DDR3-SDRAM und USB in Version 2.0, ist ungefähr so schnell wie ein Zweikern-Pentium-4-Prozessor mit 2–3 GHz, benötigt jedoch nur eine elektrische Leistung von 15 Watt.
Der 3A6000 aus dem Jahre 2023 kommt im SPEC_CPU_2006 Benchmark auf eine vergleichbare IPC wie ein Intel Core i5-14600K Prozessor. Allerdings entspricht die Gesamtleistung des in einem 12 nm Prozess gefertigten Prozessors aufgrund der geringen Taktfrequenz von 2,5 GHz eher der eines Core i3-10100F aus der vierten Generation von Intels 14 nm Fertigung. Der Verbrauch ist mit 50 Watt angegeben.
| Marke \| Modell | Marke \| Modell | Prozess | Kerne (Threads) | Taktfrequenz  | Cache                       | Cache    | Cache  | Speicher- unterstützung | Speicher- unterstützung | TDP       | Jahr |
| Marke \| Modell | Marke \| Modell | Prozess | Kerne (Threads) | Taktfrequenz  | L1                          | L2       | L3     | Takt                    | Kanäle                  | TDP       | Jahr |
| Marke \| Modell | Marke \| Modell | Prozess | Kerne (Threads) | Taktfrequenz  | pro Kern                    | pro Kern | gesamt | Takt                    | Kanäle                  | TDP       | Jahr |
| --------------- | --------------- | ------- | --------------- | ------------- | --------------------------- | -------- | ------ | ----------------------- | ----------------------- | --------- | ---- |
| Loongson 3      | 3A1000          | 65 nm   | 4 (8)           | 1,0 GHz       | 64 KB Befehle + 64 KB Daten | 256 KB   | ?      | DDR2-667                | ?                       | 10 W      | 2009 |
| Loongson 3      | 3B1000          | 65 nm   | 8 (16)          | 1,0 GHz       | 64 KB Befehle + 64 KB Daten | 128 KB   | ?      | DDR2-667                | ?                       | 20 W      | 2010 |
| Loongson 3      | 3B1500          | 32 nm   | 8 (16)          | 1,2 - 1,5 GHz | 64 KB Befehle + 64 KB Daten | 128 KB   | 8 MB   | DDR3-1200               | ?                       | 30 - 60 W | 2012 |
| Loongson 3      | 3A1500-I        | 40 nm   | 4 (8)           | 0,8 - 1,0 GHz | 64 KB Befehle + 64 KB Daten | 256 KB   | 4 MB   | DDR2-667                | ?                       | 15 W      | 2015 |
| Loongson 3      | 3A2000          | 40 nm   | 4 (8)           | 0,8 - 1,0 GHz | 64 KB Befehle + 64 KB Daten | 256 KB   | 4 MB   | DDR2-667                | ?                       | 15 W      | 2015 |
| Loongson 3      | 3B2000          | 40 nm   | 4 (8)           | 0,8 - 1,0 GHz | 64 KB Befehle + 64 KB Daten | 256 KB   | 4 MB   | DDR2-667                | ?                       | 15 W      | 2015 |
| Loongson 3      | 3A3000          | 28 nm   | 4 (8)           | 1,5 GHz       | 64 KB Befehle + 64 KB Daten | 256 KB   | 8 MB   | DDR3-1600               | ?                       | 30 W      | 2016 |
| Loongson 3      | 3B3000          | 28 nm   | 4 (8)           | 1,5 GHz       | 64 KB Befehle + 64 KB Daten | 256 KB   | 8 MB   | DDR3-1600               | ?                       | 30 W      | 2016 |
| Loongson 3      | 3A4000          | 28 nm   | 4 (8)           | 1,8 - 2,0 GHz | 64 KB Befehle + 64 KB Daten | 256 KB   | 8 MB   | DDR4-2400               | ?                       | 40 - 50 W | 2019 |
| Loongson 3      | 3B4000          | 28 nm   | 4 (8)           | 1,8 - 2,0 GHz | 64 KB Befehle + 64 KB Daten | 256 KB   | 8 MB   | DDR4-2400               | ?                       | 40 - 50 W | 2019 |
| Loongson 3      | 3A5000          | 14 nm   | 4 (8)           | 2,3 - 2,5 GHz | 64 KB Befehle + 64 KB Daten | 256 KB   | 16 MB  | DDR4-3200               | 2                       | 35 W      | 2021 |
| Loongson 3      | 3B5000          | 14 nm   | 4 (8)           | 2,3 - 2,5 GHz | 64 KB Befehle + 64 KB Daten | 256 KB   | 16 MB  | DDR4-3200               | 2                       | 35 W      | 2021 |
| Loongson 3      | 3C5000          | 14 nm   | 16 (32)         | 2,0 - 2,2 GHz | 64 KB Befehle + 64 KB Daten | 256 KB   | 32 MB  | DDR4-3200               | 4                       | 150 W     | 2021 |
| Loongson 3      | 3C5000L         | 14 nm   | 16 (32)         | 2,0 - 2,2 GHz | 64 KB Befehle + 64 KB Daten | 256 KB   | 64 MB  | DDR4-3200               | 4                       | 130 W     | 2021 |
| Loongson 3      | 3D5000          | 14 nm   | 32 (64)         | 2,0 GHz       | 64 KB Befehle + 64 KB Daten | 256 KB   | 64 MB  | DDR4-3200               | 8                       | 160 W     | 2021 |
| Loongson 3      | 3A6000          | 12 nm   | 4 (8)           | 2,0 - 2,5 GHz | 64 KB Befehle + 64 KB Daten | 256 KB   | 16 MB  | DDR4-3200               | 2                       | 38 W      | 2023 |
| Loongson 3      | 3C6000          | 12 nm   | 16 (32)         | 1,8 - 2,3 GHz |                             |          | 32 MB  | DDR4-3200               | 4                       |           | 2024 |
| Loongson 3      | 3D6000          | 12 nm   | 32 (64)         | 1,6 - 2,1 GHz |                             |          | 64 MB  |                         |                         |           | 2024 |
| Loongson 3      | 3E6000          | 12 nm   | 64 (128)        |               |                             |          | 128 MB |                         |                         |           | 2024 |
| Loongson 3      | 3B6600          | 7 nm    | 8 (16)          | 3,0 - 3,5 GHz |                             |          | 16 MB  |                         |                         |           | 2025 |
| Loongson 3      | 3A7000          | 7 nm    | 8 (16)          |               |                             |          | 16 MB  |                         |                         |           | 2025 |
| Loongson 3      | 3B7000          | 7 nm    | 16 (32)         | 3,5 GHz       |                             |          | 32 MB  |                         |                         |           | 2025 |
| Loongson 3      | 3C7000          | 7 nm    | 16 (32)         |               |                             |          | 32 MB  |                         |                         |           | 2025 |
| Loongson 3      | 3D7000          | 7 nm    | 32 (64)         |               |                             |          | 64 MB  |                         |                         |           | 2025 |
| Loongson 3      | 3E7000          | 7 nm    | 64 (128)        |               |                             |          | 128 MB |                         |                         |           | 2025 |